# Datex-P

Funktionsweise Datex-P

Datex-P (Data Exchange, paketorientiert) war die Produktbezeichnung der Deutschen Telekom für ein Kommunikationsnetz für die Datenübertragung, das auf dem X.25-Schnittstellenprotokoll für die Paketvermittlung basiert. Es wurde im August 1980 in Deutschland durch die Deutsche Bundespost (DBP) eingeführt; zunächst im gebührenfreien Probebetrieb, ab August 1981 im regulären Betrieb.
Die Datenübertragungsrate konnte von 50 Baud (Akustikkoppler-Geschwindigkeit) bis zu 64.000 bit/s gewählt werden.
Bestehende Anschlüsse wurden im Jahr 2010 auf eine neue technische Plattform migriert und bis 2019 weiter betrieben. Neuanschlüsse konnten ab 2010 nicht mehr eingerichtet werden.

## Nutzung
Datex-P stellte in den späten 1980er-Jahren den ersten für jedermann verfügbaren Zugang in ein globales Datennetz dar. Die 16-Bit-Heimcomputer ermöglichten eine preiswerte Terminalemulation, und man benötigte nur eine Network User ID (NUI) von der Post oder einem privaten Anbieter, um sich per Modem oder Akustikkoppler einzuwählen. Populäre NUAs (Network User Address) waren zum Beispiel das CompuServe-Portal mit zahlreichen Diensten oder der Chat auf den Servern der Firma Altos.

## Vorteile
Das Datex-P-Netz brachte eine Reihe von Vorteilen:
- Anpassung unterschiedlicher Schnittstellenprotokolle der Endgeräte
- Reihenfolgesicherung der Pakete, Datenflusssteuerung, Geschwindigkeitsanpassung
- gesicherte Übertragung (Wiederholung fehlerhaft empfangener Pakete), dadurch Verbesserung der Bitfehlerrate gegenüber dem Telefonnetz um einen Faktor von ca. 100.000
- optionale Dienstmerkmale wie im Telefonnetz: Gebührenübernahme, geschlossene Benutzergruppe, Sperren eines Anschlusses für ankommende oder abgehende Rufe

Auch Drittdienstleister konnten die Leitungen des Datex-P-Netzes mieten.

## Technik

### Entwicklung von Datex-P
Nachdem die Zahl der Netzanschlüsse in der Anfangszeit sehr rasch zunahm, wurde es mit der Technik des kanadischen Herstellers Nortel Networks weiter ausgebaut, der bereits 1976 das kanadische DATAPAC-Netz ausgerüstet hatte. Seine Technik hatte den Vorteil der Doppelung: Bei Ausfall eines Steuerprozessors konnte der Ersatzprozessor unmittelbar die Aufgaben übernehmen. Dadurch erreicht das Datex-P-Netz auch eine hohe Verfügbarkeit, wie sie beispielsweise im Finanzgewerbe sehr wichtig ist. Zwischenzeitlich war aber der Bedarf an schnellerer Datenübertragung erheblich gestiegen, so dass als Nachfolgetechnik vorzugsweise Frame Relay verwendet wurde.

### Paketvermittelte Übertragung
Bei der paketvermittelten Übertragung von Daten nach X.25-Protokoll, die im Datex-P-Netz verwendet wird, besteht keine exklusiv reservierte Leitung vom Sender zum Empfänger. Stattdessen wird eine virtuelle Verbindung zwischen Sender und Empfänger aufgebaut, die eine Verbindungskennung erhält. Das hat den Vorteil, dass ein Sender eine größere Anzahl von virtuellen Verbindungen zu unterschiedlichen Empfängern an verschiedenen Standorten gleichzeitig unterhalten kann und dafür nur eine einzige Anschlussleitung benötigt. Beispielsweise benötigt das Rechenzentrum einer Sparkasse nur eine einzige Anschlussleitung, um über das Datex-P-Netz den Computern in allen Sparkassenfilialen Zugriff zu seinem Datenbestand zu geben.
Die zu übertragenden Daten werden vom Endgerät in Pakete definierter Länge verpackt und je nach Empfänger mit einer Verbindungskennung versehen. Durch die Netzknoten, die Vermittlungsstellen des Datex-P-Netzes, werden diese Pakete anhand der Verbindungkennung zu den Empfängern weitergeleitet. Hat ein Endgerät (z. B. ein „dummes“ ASCII-Terminal) nicht die Fähigkeit, Datenpakete gemäß X.25-Protokoll zu verarbeiten, kann es an einen PAD (Paket Assembler Disassembler) angeschlossen werden, der diese Aufgabe für es übernimmt.
In der X.25-Terminologie werden die Endgeräte als „DTE“ (Data Terminal Equipment), die Vermittlungsstellen als „DCE“ (Data Circuit-Terminating Equipment) bezeichnet. Transit-Vermittlungsstellen heißen „DSE“ (Data Switching Exchange).

### Anschluss an Datex-P
Für die Anschaltung von Endgeräten an das Datex-P-Netz konnten ursprünglich nur von der Deutschen Bundespost bereitgestellte Übertragungsgeräte genutzt werden. Diese wurden als „Datenanschaltgerät (DAG)“ oder „Datenfernschaltgerät (DFG)“ bezeichnet.
- Ein DAG kann nur Daten von Station A zur Station B übertragen; es kannte keine Wahlprozedur.
- Ein DFG kennt die Wahlprozedur entsprechend der internationalen Norm X.21 und kann damit selbst der Vermittlungsstelle seinen Verbindungswunsch mitteilen. Die Wahlmöglichkeit wurde allerdings deaktiviert, da das X.25-Protokoll die Rufnummer übergibt. Dies entspricht einem X.21-Standleitungsbetrieb.

Beide Gerätevarianten bieten die bekannten Schnittstellen der V-Serie (V.24, später auch V.36) und der X-Serie (X.21) an, arbeiten im Basisband, sowohl im synchronen Duplex- als auch im Halbduplexbetrieb, haben aber eine geringere Reichweite als die damals (um 1980) üblichen analogen Modems für das Telefonnetz. Das war hinreichend, da sie nicht für die gesamte Dämpfung ausgelegt wurden, die im Telefonnetz zwischen zwei Teilnehmern auftreten kann, sondern nur für die relativ kurze Distanz bis zur nächsten Datenumsetzerstelle (DUST) des Integrierten Text- und Datennetzes. Eine DUST wurde meistens im Gebäude einer Vermittlungsstelle eingerichtet.

### Das Ende von Datex-P
Die Datex-P-Dienste wurden bis Anfang 2019 von der I.T.E.N.O.S. GmbH bereitgestellt. Die ITENOS ist eine Tochtergesellschaft der T-Systems International GmbH.
Am 7. Januar 2019 wurde der Dienst eingestellt.

## Österreich
In Österreich war Datex-P ebenfalls verfügbar. Der Dienst wurde 2005 eingestellt, eine reduzierte Version zur Anbindung von Point-of-Sale-Systemen wurde noch weiterbetrieben. Die Verbindung wurde dabei über den D-Kanal eines ISDN-Basisanschlusses hergestellt und als DX ISDN bezeichnet. Diese Variante wurde 2013 im Rahmen der Umstellung des Selbstwählferndienstes von SDH auf IP-Telefonie ebenfalls eingestellt. Bei den Österreichischen Bundesbahnen wird jedoch noch ein internes Netz zur Steuerung von Elektronischen Stellwerken genutzt.